# Scleronephthya
Scleronephthya é um género de corais pertencentes à família Nephtheidae.
As espécies deste género podem ser encontradas no sudeste da Ásia e na Austrália.
Espécies:
- Paraspongodes candida (Koren & Danielssen, 1883)
- Paraspongodes islandica (Danielssen, 1887)
- Paraspongodes sarsii May, 1899
- Scleronephthya corymbosa Verseveldt & Cohen, 1971
- Scleronephthya crassa (Kükenthal, 1906)
- Scleronephthya flexilis Thomson & Simpson, 1909
- Scleronephthya gracillimum (Kükenthal, 1906)
- Scleronephthya lewinsohni Verseveldt & Benayahu, 1978
- Scleronephthya pallida (Whitelegge, 1897)
- Scleronephthya pustulosa Wright & Studer, 1889
- Scleronephthya spiculosa (Kükenthal, 1906)